# Andrzej Kotecki
Andrzej Kotecki (ur. 30 sierpnia 1952 w Wieleniu) – polski profesor nauk rolniczych w zakresie agronomii, szczegółowej uprawy roślin.

## Życiorys
W 1977 ukończył z wyróżnieniem studia na Wydziale Rolniczym Akademii Rolniczej we Wrocławiu, uzyskując stopień magistra inżyniera rolnictwa. Pracę doktorską Uprawa wyki siewnej (Vicia sativa L.) na nasiona w siewie czystym i współrzędnym obronił w 1985. Stopień naukowy doktora habilitowanego otrzymał w 1991 na podstawie rozprawy Wpływ składu gatunkowego oraz zróżnicowanego udziału komponentów w mieszankach na plon nasion peluszki uprawianej w różnych warunkach glebowych. Tytuł naukowy profesora nadzwyczajnego otrzymał w 1995, a w 1999 – stanowisko profesora zwyczajnego.
Odbył staże naukowe w: byłym ZSRR (Akademia Rolnicza im. Timirjazewa Moskwa), Jugosławii (Uniwersytet Nowy Sad), Litwa (Akademia Rolnicza Kowno ), Niemcy (Uniwersytet Bonn, Gissen, Getynga). 
Zainteresowania naukowe – agrotechnika: roślin strączkowych z uwzględnieniem uprawy współrzędnej ze zbożami, rzepaku ozimego i jarego, genetycznie modyfikowanego lnu oleistego i włóknistego wykorzystywanego na cele biomedyczne oraz miskanta olbrzymiego uprawianego na cele energetyczne i pozaenergetyczne.
Prodziekan Wydziału Rolniczego ds. Studiów Zaocznych (1993–1996), Dziekan Wydziału Rolniczego (1996–2002), Prorektor ds. nauki (2002–2005), Redaktor merytoryczny Zeszytów Naukowych Akademii Rolniczej we Wrocławiu, seria Rolnictwo (1993–2002), Redaktor naczelny Wydawnictwa Uniwersytetu Przyrodniczego we Wrocławiu (2005–2022). Kierownik Katedry Szczegółowej Uprawy Roślin (2001–2017), dyrektor Instytutu Agroekologii i Produkcji Roślinnej (2018-2022).
W latach 1996–2016 członek Komitetu Uprawy Roślin PAN, Przewodniczący Sekcji Szczegółowej Uprawy Roślin Komitetu Uprawy Roślin PAN (1999–2006), Zastępca Przewodniczącego Komitetu Uprawy Roślin PAN (2007–2010). Od 2016 roku członek Nauk Agronomicznych PAN. Wiceprzewodniczący Polskiego Towarzystwa Łubinowego (1999–2002), Prezes Polskiego Towarzystwa Łubinowego (2014–nadal). Członek komisji ds. Rejestracji Odmian Roślin Pastewnych COBORU (2005–nadal). Członek Centralnej Komisji do Spraw Stopni i Tytułów (2013–2022).
Autor bądź współautor 221 oryginalnych prac twórczych, pod jego redakcją powstało 20 monografii, w tym jest współautorem w 16, współautor 4 podręczników akademickich i 1 skryptu. Promotor 21 prac doktorskich, opiekun 6 habilitacji, recenzent ponad 130 postępowań awansowych.

## Podręczniki
- Jasińska Z., Kotecki A. 1994. Rośliny strączkowe. PWN Warszawa, ss. 205.
- Praca zbiorowa. Red. S. Bieszczad i J. Sobota. 1999. Zagrożenia, ochrona i kształtowanie środowiska przyrodniczo-rolniczego. Wydawnictwo AR Wrocław, wyd. 1, 1993. wyd. II 1998.
- Praca zbiorowa. Red. Z. Jasińska, A. Kotecki. 2003. Szczegółowa uprawa roślin. T. 1 i 2. Wyd. 1, 1999, wyd. 2.
- Praca zbiorowa. Red. W. Zawadzki. 2008. Fizjologiczne podstawy żywienia zwierząt. Wydawnictwo UP Wrocław.
- Praca zbiorowa. Red. A. Kotecki. 2020. Uprawa roślin. T. 1, 2, 3 i 4. Wyd. 1. ISBN 978-837717-339-8

## Monografie
- Kotecki A. 1990. Wpływ składu gatunkowego oraz zróżnicowanego udziału komponentów w mieszankach na plon nasion peluszki uprawianej w różnych warunkach glebowych. Zesz. Nauk. AR Wrocław. Rozprawa habilitacyjna 87, 5–54, ISSN 0867-1427.
- Praca zbiorowa. Red. L. Szerszeń. 2000. Stan Środowiska glebowego na Dolnym Śląsku po wielkiej powodzi z roku 1997. Zesz. Nauk. AR Wrocław, nr 371, monografie XX, ss. 109.
- Praca zbiorowa. Red. A. Kotecki. 2010. Uprawa miskanta olbrzymiego. Energetyczne i poza energetyczne możliwości wykorzystania słomy. ss. 186.
- Praca zbiorowa. Red. B. Kutkowska i A. Kotecki. 2014. Rolnictwo Dolnego Śląska po wejściu do unii Europejskiej. 7–185. ISBN 978-83-7717-190-5.
- Praca zbiorowa. Red. A. Kotecki. 2015. Następczy wpływ mieszanek zbożowo-strączkowych na rozwój i plonowanie pszenicy, żyta i rzepaku ozimego. ss. 115. ISBN 978-83-7717-199-8.
- Jaworski P., Kotecki A. 2015. Wydział Przyrodniczo-Technologiczny Uniwersytetu Przyrodniczego we Wrocławiu 1945–2015. ss. 253. ISBN 978-83-7717-195-0.
- Praca zbiorowa. Red. M. Kozak i A. Kotecki. 2015. Agroekologiczne i żywieniowe aspekty uprawy łubinu wąskolistnego w siewie czystym i współrzędnym z pszenżytem jarym. ss. 133. ISBN 978-83-7717-211-7.
- Praca zbiorowa. Red. A. Kotecki. 2015. Następczy wpływ członów zmianowania na rozwój i plonowanie ozimych form rzepaku, żyta i pszenicy. ss. 164. ISBN 978-83-7717-229-2.
- Praca zbiorowa. Red. A. Kotecki. 2015. Adaptation of the Andean lupine (Lupinus mutabilis Sweet) to natural conditions of south-western. ss. 119. ISBN 978-83-7717-235-3.
- Praca zbiorowa. Red. A. Kotecki. 2015. Modyfikowany genetycznie len włóknisty (Linum usitatissimum L.) – reakcja na zróżnicowaną ilość wysiewu oraz selekcja genotypów. ss. 232. ISBN 978-83-7717-256-8

## Odznaczenia i tytuły honorowe
- Złoty Krzyż Zasługi (2001)[7]
- Medal 50-lecia Uniwersytetu Przyrodniczego we Wrocławiu (2001)[7]
- Medal Komisji Edukacji Narodowej (2010)[7]
- tytuł honorowy doktora honoris causa Uniwersytetu Rolniczego w Krakowie (2021)
- tytuł honorowy doktora honoris causa Uniwersytetu Przyrodniczo–Humanistycznego w Siedlcach (2022)[8]
- tytuł honorowy doktora honoris causa Uniwersytetu Przyrodniczego w Lublinie (2022)[9][10]
- tytuł profesora honorowego Uniwersytetu Rzeszowskiego (2023)